# 河野庄太郎
河野 庄太郎（こうの しょうたろう、1863年6月20日（文久3年5月5日）- 1934年（昭和9年）4月11日）は、明治から昭和初期の実業家、政治家。衆議院議員。

## 経歴
薩摩国鹿児島郡鹿児島城下恵美須町（鹿児島県鹿児島市恵美須町を経て現:鹿児島市上本町）で、醸造業「薩摩屋」当主・河野藤右衛門、喜代の長男として生まれる。1884（明治17年）3月に家督を相続した。
明治中期に相良安之助らと鹿児島肥料 (株) を設立して社長に就任。同社は骨粉肥料の製造販売を行い、当時九州一の規模であった。またその原料の牛馬の骨を輸入する鹿児島郵船を1905年（明治38年）に設立して取締役となった。その他、牛尾金山取締役、鹿児島実業新聞社取締役、鹿児島電気監査役、鹿児島貯蓄銀行監査役、第百四十七銀行（現鹿児島銀行）監査役なども務めた。
政界では鹿児島市会議員、同参事会員に在任し、鹿児島商業会議所常議員なども務めた。1915年（大正4年）3月の第12回衆議院議員総選挙で鹿児島県鹿児島市から立憲政友会所属で出馬して当選し、衆議院議員に1期在任した。
晩年は醸造業を取止め、また肥料会社の役職を退くなど振るわなかった。

## 親族
- 先妻 河野ムメ（小山喜左衛門二女）[2]
- 後妻 河野はな（丹下伊左衛門四女[8]、理学博士丹下梅子の姉[6][7]）